# Autoroute AP-7 (Espagne)
Pour les articles homonymes, voir Autoroute de la Méditerranée.

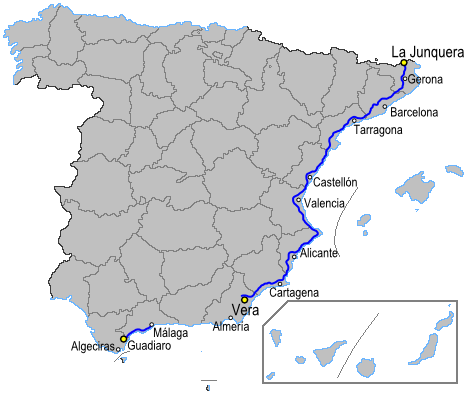
Localisation de l'AP-7 sur le territoire espagnol

L'AP-7, appelée aussi « autoroute de la Méditerranée » (Autopista del Mediterráneo), est une autoroute espagnole de grande liaison inscrite sur la route européenne E15 reliant la frontière française depuis le col du Perthus à Estepona en Andalousie, près de Gibraltar. Construite de 1969 à 2009, elle double l'autoroute A-7 sur certains secteurs qui elle-même absorbe la route nationale N-340.

## Présentation
Elle longe la côte méditerranéenne espagnole de la Costa Brava (Gerone) à la Costa del Sol (Marbella) en passant par la Costa Blanca aux alentours d'Alicante.
Elle dessert tous les ports espagnols de la Méditerranée ainsi que les stations balnéaires espagnoles.
Elle est divisée en plusieurs sections reliées par l'A-7 :
- du Perthus au nord de Valence (Puçol) en passant par Barcelone, Tarragone et Castellón de la Plana ;
- la traversée de l'agglomération de Valence se fait par l'A-7 ;
- du sud de Valence (Silla) à Vera en passant par Benidorm, Alicante et Cartagène [Laquelle ?];
- de Fuengirola à Guadiaro via Marbella et Estepona afin de desservir les stations balnéaires de la Costa del Sol.

L'AP-7 absorbe un fort trafic automobile aux alentours de Barcelone allant jusqu'à 100 000 véhicules par jour. 
Elle est à péage sur des sections comprises entre Alicante et Guadiaro. Depuis le 1er septembre 2021, la section de La Junquera à Alicante est devenue totalement libre de péage.

## Histoire
- 1969 : Ouverture du premier tronçon de Barcelone à Granollers.
- 1976 : Achèvement de l'A-17 qui se raccorde au réseau autoroutier français sur l'A9. Elle deviendra A-7 en 1986.
- 1978 : Achèvement de la portion Valencia / Barcelone.
- 1985 : Achèvement de la portion Valencia / Alicante.
- 1992 : Achèvement de la déviation ouest de Valencia qui relie entre eux les tronçons A-7 de part et d'autre.
- 1996 : La section de voie rapide sur la N-340 est absorbée par l'A-7 de Alicante à Murcie.
- 2002 : Achèvement de la portion Malaga / Guadiaro (près de Gibraltar)
- 2003 : Les sections payantes de l'A-7 devient l'AP-7.
- 2007 : Achèvement de la portion Crevillent / Vera et contournement d'Alicante
- 2020 : fin de concession entre Tarragone et Alicante.
- 2021 : fin de concession entre Tarragone, Saragosse (AP-2) et la frontière française

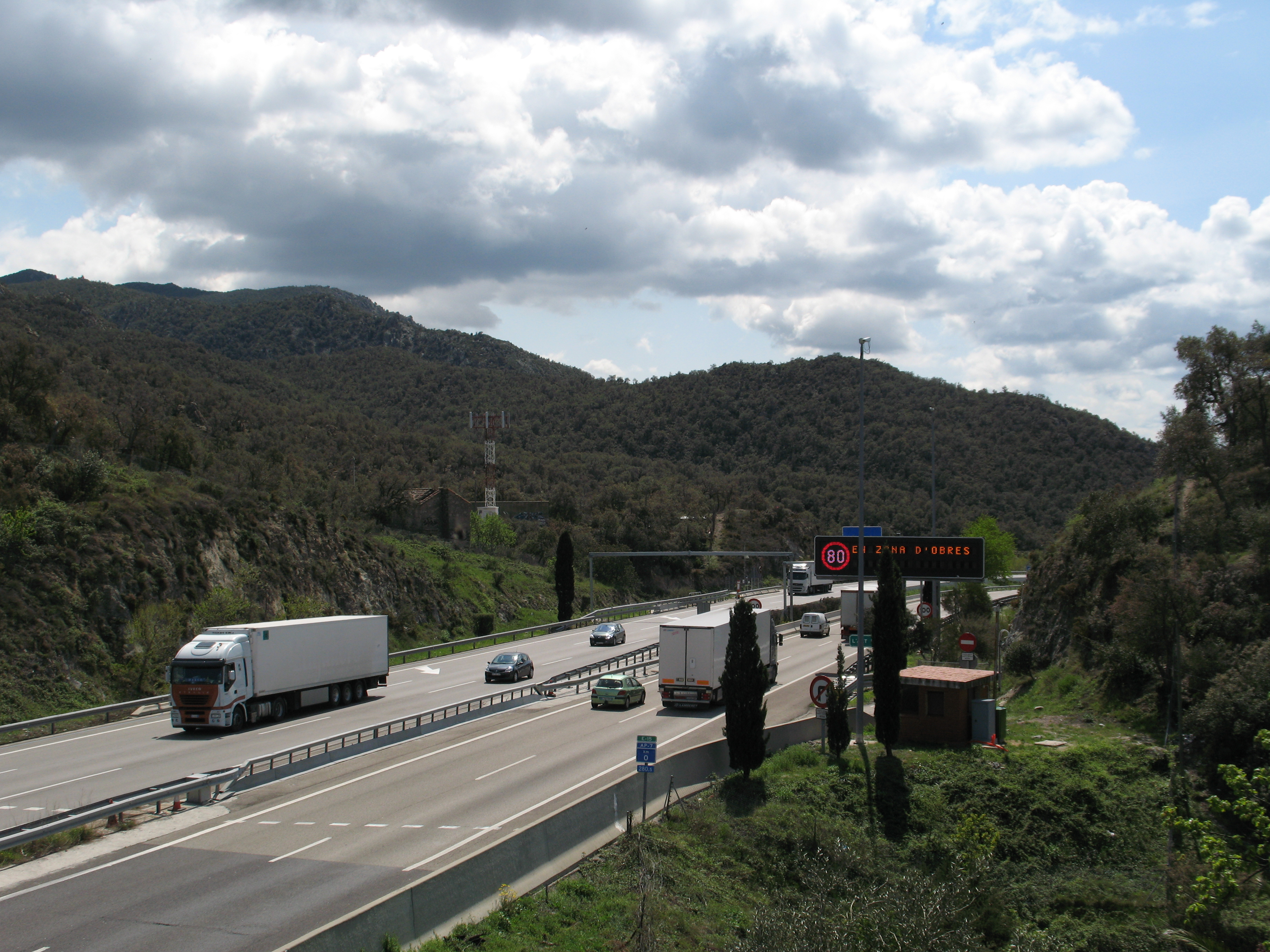
Kilomètre zéro de l'autoroute AP-7 à la frontière franco-espagnole.

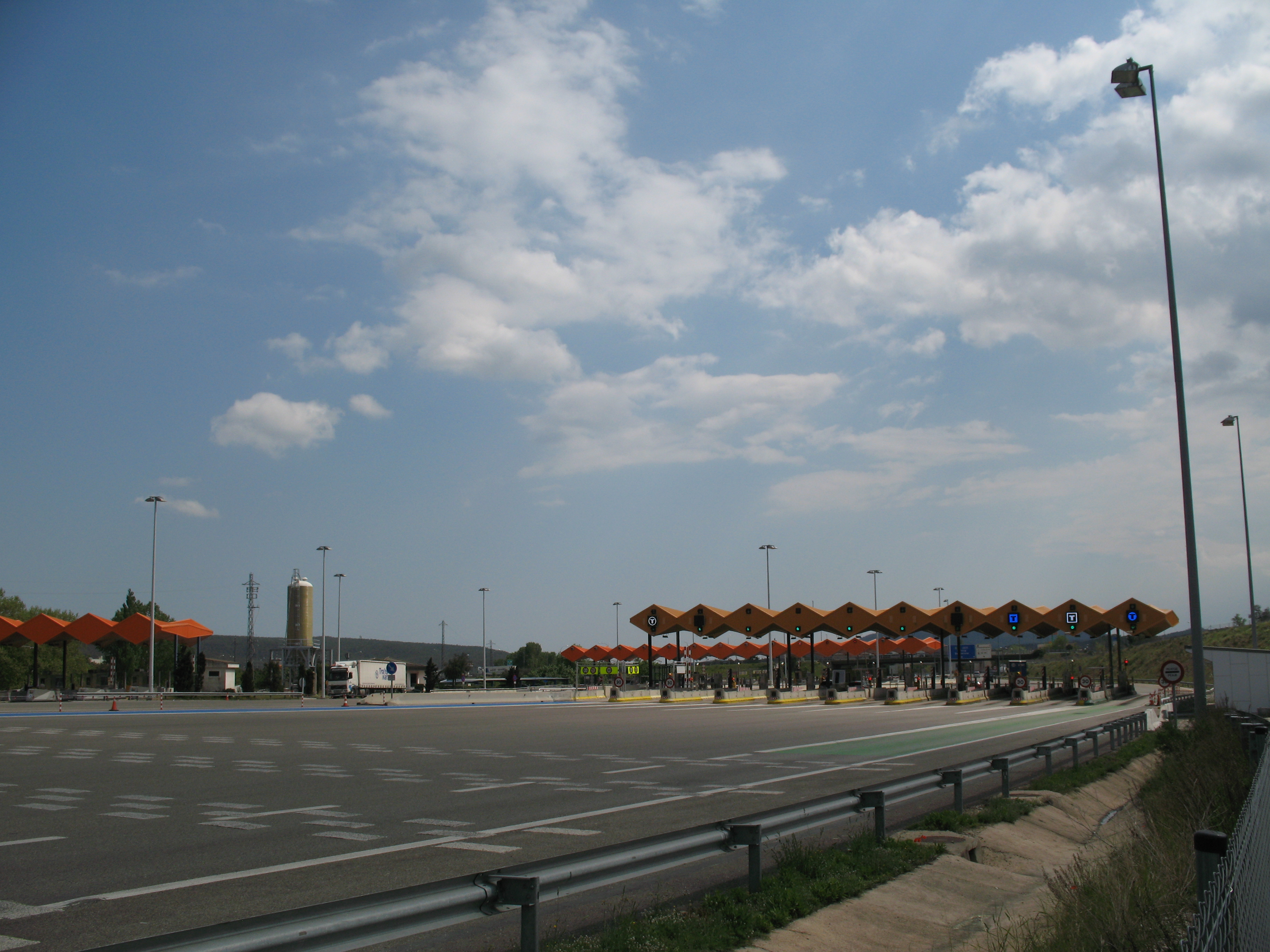
Ancien péage supprimé à La Junquera en direction de Barcelone.

## Exploitants
4 concessionnaires différents exploitent les différents tronçons de l'autoroute :
- SEITT : Le grand contournement nord d'Alicante (Ciralsa jusqu'en 2017)[1].
- Ausur : De Crevillente[pas clair] à Carthagène.
- SEITT : De Carthagène à Vera.
- Autopista del Sol (Ausol) : de Malaga à Guadiaro.

Elle était autrefois exploitée par les sociétés Aumar (section Vila-seca - El Campello) et ACESA (section La Jonquera - Vila-seca), toutes deux filiales du groupe Abertis. Leurs contrats de concession ont pris fin respectivement le 31 décembre 2019 et le 31 août 2021, rendant l'autoroute entièrement gratuite entre la frontière franco-espagnole et Alicante.

## Tracé

### Frontière française[Laquelle ?]- Gérone
- L'autoroute commence après le passage de la frontière franco-espagnole en passant le col du Perthus. Elle a un minimum de 2x3 voies dans chaque sens de circulation de l'ancien péage de La Jonquera (La Junquera) jusqu'au sud de Tarragone. La première localité desservie est la ville commerciale de la Junquera (ville étape pour les camions poids lourds).
- Elle contourne ensuite la ville de Figueres par l'ouest en parallèle de la ligne à grande vitesse Perpignan - Figueras[pas clair]. Elle dessert la ville via 2 échangeurs au nord et au sud

### Rocade de Gérone
- Après environ 25 km l'AP-7 arrive dans l'agglomération de Gerone quelle contourne par l'ouest.
- Depuis l'échangeur de Vilademuls au nord de la ville à Fornells de la Selva (Sud la ville), l'autoroute a été élargie à 2x4 voies. Elle était entièrement gratuite entre ces différents échangeurs pour les usagers locaux au moment où l'autoroute était encore concédée (Vilademuls, Gérone Nord, Gérone Ouest, Gérone Sud, Fornells de la Selva) et intégrée au tracé de l'A-2.
- Il est à noter que l'autoroute A-2 est déjà en service au sud de Gerone et jusqu'à Maçanet de la Selva mais reste encore à l'état de projet en direction de Figueras.

### Fornells de la Selva - Péage deLa Roca del Vallès
- L'autoroute poursuit sa descente vers le sud, en desservant l'Aéroport de Gérone ainsi que l'autoroute C-25 qui permet de transiter vers Lleida, Saragosse, Madrid et tout l'ouest de l'Espagne sans passer par l'aire Métropolitaine de Barcelone.
- L'échangeur de Maçanet de la Selva permet de rejoindre les stations balnéaires du sud de la Costa Brava (Lloret de Mar, Tossa de Mar, etc.) via les voies rapides C-35,C-65 et la C-31. Cet échangeur permet aussi de rejoindre Barcelone par la Côte Maresme via l'autoroute payante C-32
- Elle continue sa desserte du Vallès Oriental et les différentes communes qui bordent l'autoroute notamment Sant Celoni.
- Juste avant l'emplacement où se trouvait autrefois le péage de La Roca del Vallès se trouve l'échangeur pour la voie rapide Catalane C-60 en direction de Mataró et de la côte de Maresme. Il est prévu de construire le quatrième périphérique de Barcelone allant de Mataró à Martorell via Terrassa, Sabadell. La C-60 changera de nom pour B-40.

### Agglomération de Barcelone
- À partir de Granollers, l'AP-7 rentre la traversée de l'agglomération de Barcelone, qui constituait autrefois le seul tronçon libre de péage entre la frontière franco-espagnole et Alicante.
- Elle traverse la très industrielle région del Vallès. C'est l'une de sections les plus chargées du parcours.
- Dans un premier temps, se détache la pénétrante de Barcelone qui permet d'y accéder en provenance du Nord.
- L'autoroute s'échange ensuite avec la voie rapide catalane C-59 qui dessert les grandes plateformes logistiques telle que CIM Vallès.
- L'autoroute bifurque ensuite avec la B-30 qui permet d'absorber le trafic local et de desservir toute cette région du Vallès. Elle double l'AP-7 entre Barberà del Vallès et Rubí par des voies latérales (2x2 voies).
- Viens ensuite la bifurcation avec la C-58 en direction de Barcelone par le nord ou Terrassa/Sabadell, la C-16 vers l'Andorre, Puigcerdà et vers Barcelone via le Tunnels de Vallvidrera (payant).
- Après ce croisement, la B-30 réintègre l'AP-7.
- L'autoroute se détache de la pénétrante sud de Barcelone qui permet de desservir la ville en provenance du sud, le port et l'aéroport.
- À partir de là, commençait autrefois le tronc commun avec l'AP-2 à Castellbisbal.
- Un viaduc emjambant le Llobregat a été récemment construit afin de relier l'AP-7 à l'A-2 en direction de Lérida. Ce viaduc permet de diriger directement les automobilistes en provenance du nord vers Lérida et Saragosse.

### Martorell-Sagonte
- L'autoroute faisait anciennement sur cette section tronc commun avec l'AP-2 jusqu'à Banyeres del Penedès où cette dernière se détache en direction de Saragosse et Madrid
- À El Vendrell, l'AP-7 est rejoint par la C-32 qui traverse toute la province par la côte.
- L'autoroute arrive dans la province de Tarragone où elle est doublée par l'A-7 pour la desserte locale entre Altafulla et l'Hospitalet de l'Infant. La ville de Tarragone est atteinte dans ce secteur et desservie par deux échangeurs (centre-ville et zone industrielle).
- Après la sortie de Salou (n°35) où se termine la concession Acesa et où démarre la concession Aumar, l'autoroute passe à 2x2 voies. Elle était jusque-là au moins à 2x3 voies
- Elle continue son chemin en longeant la Costa Daurada et la Costa del Azahar
- À Amposta, non loin de Tortosa, l'autoroute franchit l'Ebre qui rentre à ce niveau dans son delta marécageux
- Elle quitte la Catalogne à Ulldecona pour rentrer dans la Communauté Valencienne à Vinaròs.
- À Torreblanca, l'échangeur permet de rejoindre la CV-13 qui dessert l'Aéroport de Castellón-Costa Azahar longe la voie rapide CV-10 qui double l'AP-7 dans la province de Castellón.
- La ville de Castellón de la Plana est desservie par deux échangeurs.
- L'A-7 prolonge CV-10 en parallèle de l'AP-7 jusqu'à ce qu'elle se rejoigne peu après l'emplacement de l'ancien péage de Sagonte.
- L'AP-7 laisse la place à l'A-7 qui prend le relais pour le contournement de Valence.

### Contournement de Valence
- Le contournement de Valence se fait par l'autoroute A-7.

### Silla-El Campello
- Après la traversée de Valence, à hauteur de Silla, l'AP-7 se décroche de l'A-7 pour continuer son chemin le long de la côte
- L'A-38 se détache de l'AP-7 à Sollana. La section payante reprenait autrefois à cet endroit par le péage d'Algemesí.
- Elle dessert les stations balnéaires de la Costa Blanca (Benidorm, Altea, Denia, Gandia...).
- Ensuite, l'autoroute arrive dans l'aire métropolitaine de Alicante-Elche.

### Contournement d'Alicante - Elche
- À partir de Campello, l'autoroute devient payante. Elle se détache de la rocade d'Alicante pour éviter l'agglomération par le nord avant de se reconnecter ensuite à l'A-7 à hauteur d'Elche.
- Elle croise la pénétrante nord ainsi que l'A-31 qui dessert le Port d'Alicante
- Sur cette portion, le trafic journalier tombe à environ 6500 véhicules par jour. Les automobilistes préfèrent emprunter la rocade d'Alicante qui est gratuite et permet un trajet plus direct vers Murcie malgré le trafic plus important.
- L'AP-7 fait tronc commun avec l'A-7 jusqu'à Crevillent où elle se détache pour longer la côte en direction de Cartagène.

### Crevillent-Vera
- L'autoroute poursuit sa direction le long de la Costa Cálida en desservant toutes les stations balnéaires.
- Elle arrive à Carthagèna par l'ouest ou elle bifurque avec la pénétrante est de la ville.
- Elle contourne la ville par le nord et y croise l'autoroute A-30 qui permet d'accéder à la ville et de se rendre à Murcie et tout le nord de l'Espagne.
- Elle boucle son contournement en se détachant de la pénétrante ouest.
- Après la traversée de cette dernière, l'AP-7 change de concessionnaire sur cette section allant jusqu'à Vera. Aucosta à de grande difficulté financière du fait de l'investissement de la section et du faible trafic qu’elle engendre. En effet actuellement il y a environ 3000 véhicules qui transitent chaque jour sur cette portion. En Espagne, elle est surnommée « l'autoroute fantôme ». D'autant plus que la route nationale 332 parallèle à  l'autoroute absorbe chaque jour près de 16 000 véhicules par jour. Le prix dissuade une partie des automobilistes à l'emprunter.
- L'autoroute y croise les voies rapides RM-3 et la RM-11 qui permettent de rejoindre l'A-7 gratuite un peu plus à l'ouest. Ce qui n'aide pas à augmenter le trafic car les véhicules préfèrent faire un léger détour pour cette alternative gratuite plutôt que de payer.
- Elle rejoint l'A-7 après avoir longé la Costa Calida dans la région de Murcie.
- L'autoroute AP-7 laisse place à l'A-7 gratuite pour revenir 380 km plus loin à Benalmádena (province de Malaga)

### Benalmádena-Guadiaro
- L'AP-7 revient au niveau de la combinaison entre le grand contournement de Malaga et sa rocade.
- Elle dessert toutes les stations balnéaires de la Costa del Sol jusqu'à Estepona et elle est construite en parallèle de l'A-7 pour donner une alternative gratuite et surtout pour la desserte locale.
- Elles se rejoignent quelque km avant Algéciras pour laisser place à l'A-7 jusqu'au Port de la baie d'Algésiras

## Trafic (véhicules par jour)
Selon le Ministerio de Fomento espagnol, les chiffres de véhicules par jour en 2011 sont les suivantes :
| Tronçon                       | véhicules par jour en 2011 | 2011 vs. 2010 |
| ----------------------------- | -------------------------- | ------------- |
| La Junquera - Montmeló        | 41 656                     | -4,3 %        |
| Montmeló - Papiol (Barcelone) | 107 210                    | -1,6 %        |
| Barcelone - Tarragone         | 51 856                     | -5,4 %        |
| Tarragone - Valence           | 18 833                     | -6,3 %        |
| Valence - Alicante            | 20 831                     | -2,9 %        |
| Circunvalación Alicante       | 6 533                      | -10 %         |
| Alicante - Carthagène         | 17 507                     | +1,9 %        |
| Carthagène - Vera             | 3 142                      | -4,4 %        |
| Málaga - Guadiaro             | 27 354                     | -4,7 %        |

## Sorties

### DuPerthusà Barcelone
- Col du Perthus,  sortie du territoire français : l'autoroute A9 devient l'AP-7
- 01 à 3 km (de et vers la France) : La Jonquera-nord ( N-II )
- Péage de La Jonquera (supprimé le 1er septembre 2021) +  02 à 6 km : La Jonquera ( N-II ) +  Aire de service de La Jonquera (dans les deux sens) à 7 km
  -  Aire de repos de Capmany (dans les deux sens) à 12 km
- 03 à 20 km : Figueras-nord ( N-II )
  -  Aire de repos de Figueras (dans les deux sens) à 24 km
- 04  : Figueras-sud ( N-II ), Roses ( N-260 )
  -  Aire de service d'Emporda (dans les deux sens)
- 05 : L'Escala ( GI-623 )
  -  Aire de repos de Vilademuls (sens Barcelone-France)
- 05B  Échangeur autoroutier entre AP-7 et A-2 N -II (Vilademuls) (de et vers Barcelone) + section en 2x4 voies jusqu'à  67
- 06 : Gérone-nord - Palamós ( C-66 )
- 06B : Gérone-ouest ( GI-531 )
- 07 64 km : Gérone-sud - Sant Feliu de Guíxols ( C-65 )
- 67  Échangeur autoroutier entre AP-7 et A-2 (de et vers la France) : Fornells de la Selva, Barcelone + retour en 2x3 voies
  -  Aire de repos de Gérone (sens Barcelone-France)
  -  Aire de service d'El Gironès (dans les deux sens) à 70 km
- 8 à 71 km : Aéroport de Gerone - Cassa de la Selva - Vic, Lérida (C-25)
- Aire de repos Viloví de Oñar (dans les deux sens) à 76 km
- 9 à 85 km : Maçanet de la Selva - Santa Coloma de Farners, Lloret de Mar, Sant Feliu de Guíxols, Palamós ( C-35 )
  -  Aire de service de La Selva (dans les deux sens) à 86 km
  -  Aire de repos de Massanet de la Selva (dans les deux sens) à 92 km
- 10 à 95 km : Hostalrich - Blanes (vers C-32)
  -  Aire de service de Fogás de Tordera (dans les deux sens) à 100 km
  -  Aire de repos de San Celoni (dans les deux sens) à 107 km
- 11 à 111 km : San Celoni - Montseny
  -  Aire de repos de Vallgorguina (sens Barcelone-France) à 112 km
  -  Aire de service de Montseny (dans les deux sens) à 117 km
  -  Aire de repos de Llinás del Vallés (dans les deux sens) à 122 km
- 12A à 125 km : Cardedeu - La Roca del Vallés
- 12B à 126 km : La Roca del Vallés - Granollers-est - Mataró (C-60)
  -  Péage de La Roca del Vallés (supprimé le 1er septembre 2021) à 129 km
- 13 à 132 km : Granollers, Montornés del Vallés, Vilanova del Vallés (BP-5002 vert)
- * Échangeur autoroutier entre C-33 et AP-7 (de et vers la France) : Barcelone +  14  Échangeur autoroutier entre AP-7/C-33 et C-17 (depuis les deux sens et vers la France; complet depuis la C-33) : Parets, Vic, Ripoll (C-17)

### Contournement de Barcelone
- Échangeur autoroutier entre C-33 et AP-7 (de et vers la France) : Barcelone +  14  Échangeur autoroutier entre AP-7/C-33 et C-17 (depuis les deux sens et vers la France; complet depuis la C-33; entrée vers Valence par  15) : Parets, Vic, Ripoll (C-17)
- 15 à 138 km (depuis les deux sens et vers Valence) : Mollet del Vallès - Parets, La Llagosa (C-17) + section en 2x4 voies
- 16 à 139 km : Mollet del Vallès-nord
- 17 à 141 km : Caldes de Montbui ( C-59 )
- 18 à 144 km : Santa Perpètua de Mogoda - Polinyá +  Aire de service d'El Vallès (dans les deux sens)
- 19 à 146 km : Can Salvatella - Ripollet - Santiga - Barberá del Vallés norte
- 20  Échangeur autoroutier entre AP-7, B-30 et C-58 à 147 km (de et vers la France) : Barcelone, Sabadell, Manrèse, Puigcerda (C-58) - Barbera, Cerdanyola ( N-150 ) + début de section en 2x3 voies + 2x2 voies (B-30) jusqu'à  24
- 21  Échangeur autoroutier entre AP-7 et B-30 à 150 et 152 km : Certayola (B-30, depuis Valence) - Barcelone, Sabadell (C-58, depuis Valence),  Aire de service de Bellaterra (dans les deux sens)
- 22  Échangeur autoroutier entre AP-7, B-30 et C-16 à 154 km (de et vers la France) : Barcelone, Manrèse (C-16)
- 24  Échangeur autoroutier entre AP-7 et B-30 à 159 km (de et vers Valence) : Barcelone, Manrèse (C-16)  + retour en 2x4 voies jusqu'à   Échangeur autoroutier entre B-23 et AP-7
- Échangeur autoroutier entre B-23 et AP-7  : Barcelone +  début de section à 2x3 voies

### De Barcelone à Valence
- Échangeur autoroutier entre B-23, AP-7 et A-2 (en construction) à 161 et 163 km : Barcelone +  début de section à 2x3 voies
  -  Aire de service Llobregat (dans les deux sens) à 165 km
- 25  Échangeur entre AP-7 et A-2 à 170 et 172 km : Martorell, Manresa, Igualada, Lérida +  Péage de Martorell (supprimé le 1er septembre 2021)
  -  Aire de repos Castellví de Rosanes (dans les deux sens) à 174 km
- 26 à 176 km : Gelida, San Lorenzo de Hortóns ( BV-2249 )
  -  Aire de repos Subirats (dans les deux sens) à 181 km
- 27 à 183 km : San Sadurní de Noya - Subirats
- 28 à 193 km (de et vers Barcelone) : Vilafranca del Penedès ( N-340 ) - Igualada, Manresa ( C-15 )
- 29 à 195 km (de et vers Barcelone) : Villafranca del Panadés - Villanueva y Geltrú, Sitges (C-15)
- 30 à 199 km : Villafranca del Panadés-sud, Santa Margarita y Monjós ( N-340 ) - Manresa ( C-15 )
  -  Aire de service El Panades (dans les deux sens) à 207 et 208 km
- Échangeur autoroutier entre AP-7 et AP-2 à 212 et 213 km : Lérida, Zaragosse, Madrid
  -  Aire de repos Santa Oliva (dans les deux sens) à 216 et 217 km
- 31  Échangeur autoroutier entre AP-7 et C-32 à 219 et 221 km : El Vendrell, Coma-ruga ( N-340 ) - Barcelone, Costa Dorada (C-32)
  -  Aire de repos Roda de Bera (dans les deux sens) à 226 km
- 32 à 232 km : Torredembarra, Altafulla ( T-214 ) -  N-340 
  -  Aire de service Médol (dans les deux sens) à 236 km
  -  Aire de repos Puente del Diablo (sens Barcelone-Valence) à 246 km
- 33 à 247 km : Tarragone ( N-240 ) - Valls, Lérida (A-27)
- 34 à 251 km : Reus, Tarragone; Aéroport de Reus ( T-11  N-420 )
- 35 à 256 et 257 km : Vila-seca, PortAventura (A-7 N-340 ) - Salou, Reus-sud ( C-14 ) + fin de la section en 2x3 voies
  -  Péage de Vila-seca (supprimé le 1er septembre 2021)
- 37 à 265 km : Cambrils ( T-312 )
- 38 à 280 km : L'Hospitalet de l'Infant ( C-44 ) - A-7 N-340 
  -  Aire de service L'Hospitalet de l'Infant (dans les deux sens) à 283 km
- 39 à 297 km : L'Ametlla de Mar ( TV-3025 ) - El Perelló ( N-340 )
- 39A à 308 km : L'Ampolla ( N-340 )
  -  Aire de service Baix Ebre (dans les deux sens) à 317 km
- 40 à 319 km : Tortosa ( C-42 ) - L'Aldea ( N-235 )
- 41 à 321 km : Amposta, San Carlos de la Rápita ( N-340 )
- Pont sur l'Ebre à proximité du delta de l'Ebre
- Passage de la Catalogne à la Communauté valencienne
- 42 à 346 km : Vinaroz, Alcanar, Ulldecona ( N-238 )
  -  Aire de service Benicarlo (dans les deux sens) à 358 km
- 43 à 365 km : Benicarló, Peniscola ( N-340 )
- 44 à 391 km : Torreblanca, Albocàsser ( N-340 ) - Aéroport de Castellón ( CV-13  CV-10 )
  -  Aire de service La Ribera (dans les deux sens) à 403 km
- 45 à 406 km : Oropesa, Benicàssim ( N-340 )
- 46 à 425 km : Castellón de la Plana-nord ( N-340a )
- 47 à 433 km : Castellón de la Plana-sud, Vila-Real ( N-340a )
- 48 à 444 km : Burriana, Alquerias N.P. ( CV-222 ) - Nules ( N-340  CV-10 )
  -  Aire de service La Plana (dans les deux sens) à 448 km
- 49 à 454 km : Vall de Uxó, Moncófar ( CV-2250 ) - Nules ( N-340 )
  -  Péage de Sagonte (supprimé le 1er janvier 2020)
- 298  Échangeur autoroutier entre AP-7 et A-7 (de et vers Valence) à 471 km : Barcelone, Tarragone (AP-7) - Almenara, Castellón de la Plana (A-7) +  section à 2x3 voies

### Contournement de Valence (A-7)
- 298  Échangeur autoroutier entre AP-7 et A-7 (de et vers Valence) à 471 km : Barcelone, Tarragone (AP-7) - Almenara, Castellón de la Plana (A-7) +  section à 2x3 voies
- 50 (sortie de l'AP-7)/302  Échangeur autoroutier entre AP-7/A-7 et A-23 (de et vers Barcelone) à 475 km : Sagonte, Teruel, Saragosse
  -  Aire de service Sagonte (dans les deux sens) à 478 km
- 307  Échangeur autoroutier entre A-7, V-23/A-23 (Sagonte, Teruel, Saragosse; de et vers Alicante seulement) et V-21 (Valence-nord, Puçol; de et vers Barcelone seulement) à 480 km
- 311 : Rafelbuñol, El Puig, Puebla de Farnals, Puçol ( CV-300 ),  Aire de service
- 313/315 : Massamagrell ( CV-32 ) - Náquera, Montcada ( CV-315 )
- 321 : Burjassot, Bétera ( CV-310 ),  Aire de service
- 324  Échangeur autoroutier entre A-7 et  CV-35  : Valence, Liria, Ademuz
- 326/328  Échangeur autoroutier entre A-7 et V-30 : Valence Centre - Aéroport de Valence - Port de Valence
- 331 : Manises, Riba-roja del Túria ( CV-370 )
- 335/336  Échangeur autoroutier entre A-7 et A-3 : Valence - Madrid
- 339/341  Échangeur autoroutier entre A-7 et  CV-36  : Torrent, Valence ( CV-36 ) - Calicanto ( CV-411 )
- 344 Torrent, Montroy, Montserrat ( CV-405 )
  -  Aire de service Torrent (dans les deux sens)
- 351 : Alcàsser, Picassent, Silla ( CV-415 )
- 353/527 (sortie de l'AP-7)  Échangeur autoroutier entre A-7, AP-7 (Gandia (A-38) - Alicante) et V-31 (Valence-sud; de et vers Alicante)

### DeValenceà Elche
- 353/527 (sortie de l'AP-7)  Échangeur autoroutier entre A-7, AP-7 (Gandia (A-38) - Alicante) et V-31 (Valence-sud; de et vers Alicante) + section en 2x4 voies jusqu'à  532
- 532 : Almusafes, Alzira ( CV-42 ) - Usine Ford + section en 2x3 voies jusqu'à  535
- 535  Échangeur autoroutier entre AP-7 et A-38/ N-332  (de et vers Valence) : Sollana, Sueca, Alicante + retour en 2x2 voies
  -  Péage d'Algemesí (supprimé le 1er janvier 2020)
- 58 à 543 km : Algemesí, Sueca, Alzira ( CV-42 )
- 59 à 557 km : Cullera, Tabernes de Valldigna, Favara ( N-332 )
  -  Aire de service La Safor (dans les deux sens) à 570 km
- 60 à 572 km : Gandía, Jeresa, Jaraco, Tabernes de Valldigna ( N-332 A-38)
  -  Tunnel de Jeresa (480 et 560 m)
- 61 à 587 km : Pego, Gandia, Oliva ( N-332 )
- 62 à 608 km :  Denia ( CV-725 ) - Javea, Ondara ( N-332 )
  -  Aire de service San Antonio (dans les deux sens) à 613 km
- 63 à 621 km : Benissa - Teulada, Gata de Gorgos, Calp ( N-332 )
  -  Tunnel de Mascarat (530 et 540 m)
- 64 à 637 km : Altea, Calp, Callosa de Ensarriá ( N-332 )
- 65 à 647 km : Benidorm-Levante, Callosa de Ensarriá ( N-332 )
- 65A à 651 km : Benidorm-Poniente - Terra Mítica
  -  Aire de service La Marina (dans les deux sens) à 655 km
- 66 à 658 km : Villajoyosa ( CV-770 )
- 674  Échangeur autoroutier entre AP-7 et A-70 (de et vers Valence) : Alicante
- 676 : El Campello ( CV-775 )
- 681 : Muchamiel, San Juan de Alicante, Jijona ( CV-800 )
  -  Tunnels de Brotons (450 m) et de San Antón (180 m)
- 691  Échangeur autoroutier entre AP-7 et A-7/A-77 : San Vicente del Raspeig - Alicante (A-77) - Alcoy (A-7)
  -  Aire de service Monforte del Cid (dans les deux sens) à 695 et 696 km
    -  Péage de Monforte del Cid
- 704  Échangeur autoroutier entre AP-7 et A-31 (de et vers Valence) : Alicante, Albacete, Madrid
- 706/508(sortie de l'A-7)  Échangeur autoroutier entre A-7/A-31 et AP-7 (de et vers Murcie) : Albacete, Madrid (A-31) - Valence (A-33) +  section en 2x3 voies
- 510 (sortie de l'A-7) à 708 km (de et vers Murcie)
- Échangeur autoroutier entre A-7/A-70 (Alicante, Murcie, Carthagène),  EL-20  (Elche) et AP-7

### De Crevillent à Vera
|                 | Murcie - Almérie - Carthagène Elche Est                                     | A-7 EL-20           |
| Aire de service |                                                                             |                     |
| 714             | Elche Ouest - Aspe - Novelda                                                | CV-84 EL-11         |
| 719             | Crevillente - Elche                                                         | A-78                |
| 722             | Crevillente Sud - Gare de Crevillente                                       | CV-875              |
|                 | Murcie - Lorca - Almeria                                                    | A-7                 |
| 736             | Catral - Callosa de Segura                                                  | CV-90 CV-909 CV-913 |
| 737             | Dolores - Almoradí                                                          | CV-901              |
| 740             | Guardamar de Segura - Orihuela                                              | CV-910 CV-914       |
| 743             | Benijófar - Algorfa                                                         | CV-920              |
| 745             | Torrevieja                                                                  | CV-908 CV-940       |
| 751             | Los Montesinos                                                              | CV-920              |
|                 | Péage de Torrevieja                                                         |                     |
| 754             | San Miguel de Salinas                                                       | CV-940              |
| 758             | Torrevieja - Orihuela                                                       | CV-95               |
| 763             | La Zenia - Cap Roig                                                         | CV-940              |
|                 | Péage de Cap Roig                                                           |                     |
| 768             | Dehesa de Campoamor                                                         | N-332 CV-941        |
| 770             | Torre de la Horadada - Pilar de la Horadada                                 | N-332               |
|                 | Tunnel de Pilar 800 m                                                       |                     |
| 775/777         | San Pedro del Pinatar - Las Salinas - El Mirador                            | N-332 F-24 F-25     |
| 780             | San Javier - Santomera                                                      | RM-1                |
| 782             | San Javier - Murcie A-30                                                    | RM-19               |
| 784             | San Javier - Aéroport de Murcie-San Javier                                  | N-332               |
| 790             | Los Alcázares - Torrepacheco                                                | F-30                |
| 794             | Los Alcázares Sud                                                           | N-332               |
| 797             | La Union                                                                    | N-332               |
|                 | Carthagène La Manga del Mar Menor                                           | CT-32 RM-12         |
| 805             | Carthagène - La Aparecida                                                   |                     |
|                 | Carthagène-Paseo de Alfonso XIII Murcie - Madrid                            | A-30                |
| 812             | Carthagène Nord - Carthagène-Avenida de Juan Carlos I - Miranda             | N-301               |
|                 | Carthagène Ouest                                                            | CT-31               |
|                 | Péage de Cartagène                                                          |                     |
| 829             | Fuente Álamo - Tallante - Las Palas                                         |                     |
|                 | Tunnel de la Sierra de lo Alto 580 m                                        |                     |
| 845             | Mazarrón - Totana Alhama de Murcia RM-23                                    | RM-3                |
|                 | Tunnel de la Sierra de las Moreras 220 m                                    |                     |
| 857             | Cañada de Gallego - Ramonete - Calnegre                                     | N-332               |
|                 | Tunnel de la Loma de Bas 1 820 m                                            |                     |
| 866             | Calabardina - Cabo Cope                                                     | D-20                |
| 878             | Aguilas - Lorca                                                             | N-332 RM-11 D-24    |
|                 | Tunnel de la Sierra de Aguilón 1 250 m                                      |                     |
| 890             | Pulpí - San Juan de Terreros - Huércal-Overa                                | A-350               |
| 901             | Cuevas de Almanzora - Los Lobos                                             | A-332               |
|                 | Péage de Vera                                                               |                     |
|                 | Continuer par l'autoroute A-7 Vera - Almeria - Murcie Grenade - Albox A-334 | A-7                 |

### De Torremolinos àGuadiaro

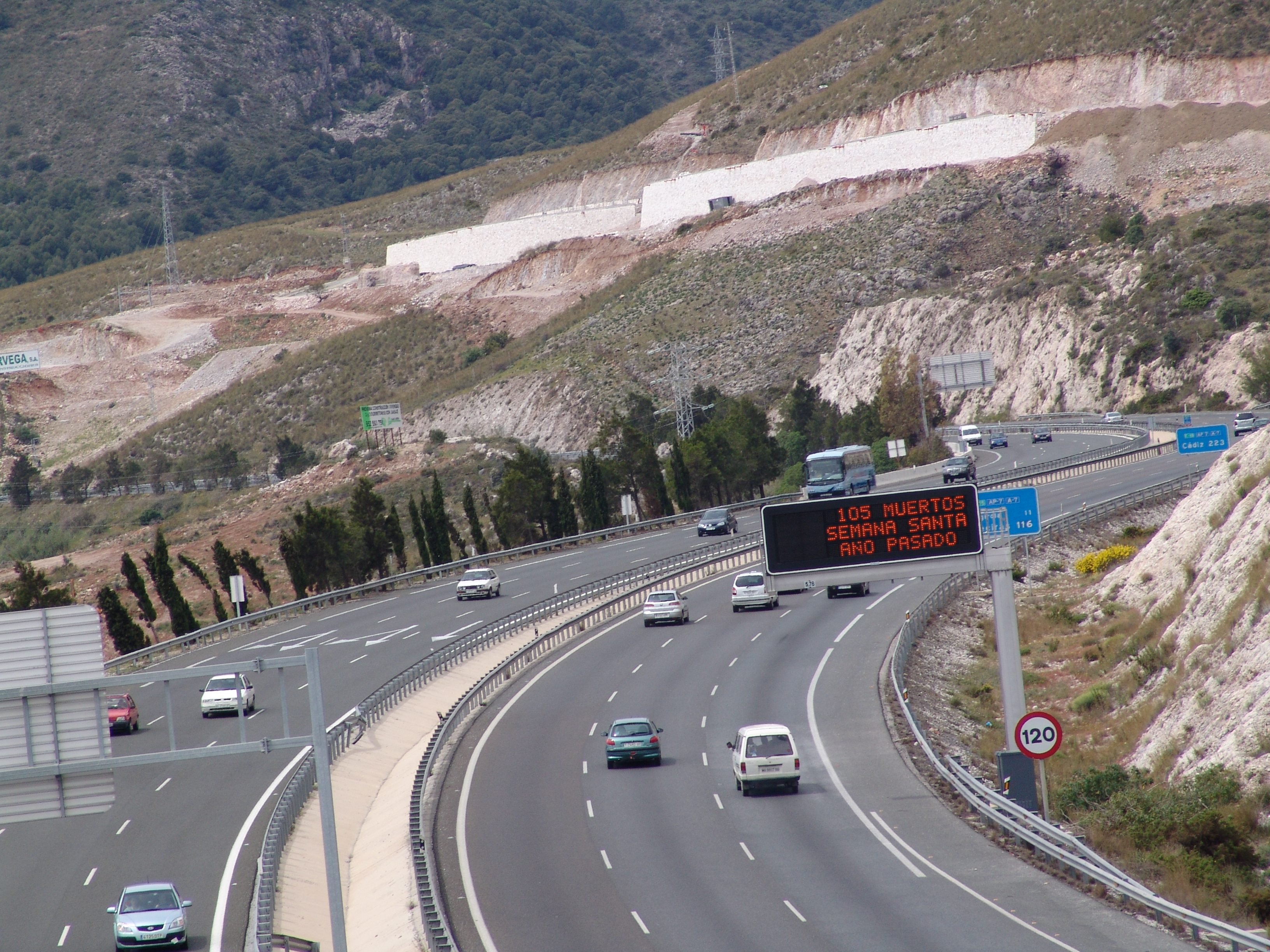
L'AP-7 vers Benalmádena

- 225/226  Échangeur autoroutier entre A-7 et MA-20 : Torremolinos - Malaga-ouest +  l'A-7 devient l'AP-7
- Aire de service El Arroyo de la Miel (dans les deux sens)
- 222 : BenalmádenaL'AP-7 vers Benalmádena
- 217 : Benalmádena ( A-368 )
- 214  Échangeur autoroutier entre AP-7 et A-7/ N-340  : Fuengirola, desserte littorale
- 213 : Fuengirola - Mijas ( A-368 )
- 200 : Calahonda ( A-7 ) +  Péage de Calahonda
- Tunnel de Calahonda (600 m) et de Santa Maria (150 m)
- Aire de service Alto de Marbella (dans les deux sens)
- 186  Échangeur autoroutier entre AP-7 et A-7/ N-340  (depuis Algésiras et vers les deux sens) : Fuengirola, desserte littorale ( A-7 )
- 185 : Ojen ( A-355 ) - Marbella-nord - centre commercial La Cañada
- 184 : Marbella-centre
- 182 (de et vers Malaga) et  180/181B : Marbella-Nagüeles
- 181A  Échangeur autoroutier entre AP-7 et A-7/ N-340  (de et vers Malaga) : San Pedro de Alcantara, Desserte littorale ( A-7 )
- Tunnels de Rio Verde (300 m) et de La Quinta (780 m)
- 172 : San Pedro de Alcántara, Ronda ( A-397 ) +  Péage de San Pedro de AlcantaraViaduc sur l'AP-7 entre Marbella y Estepona

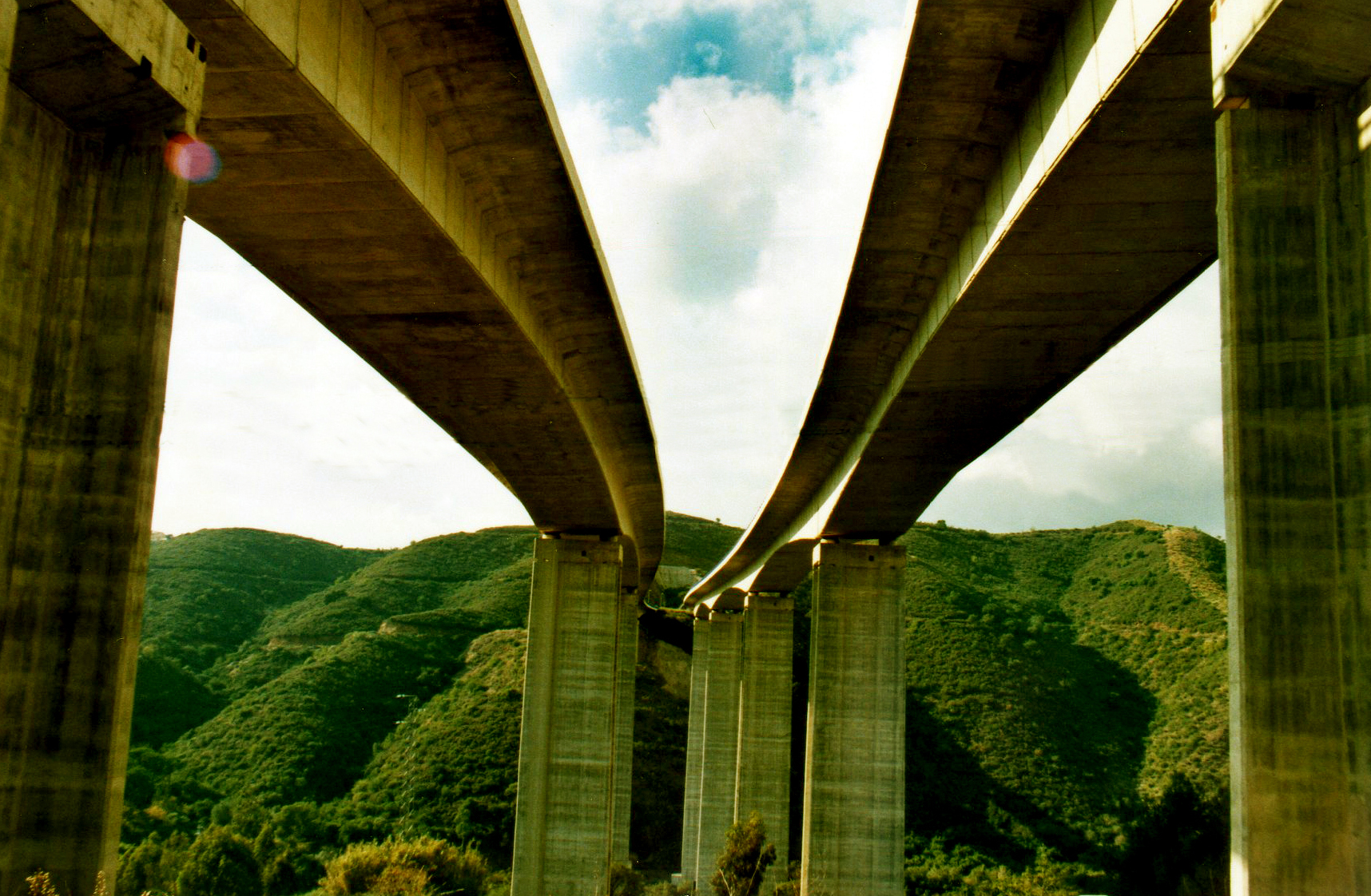
Viaduc sur l'AP-7 entre Marbella y Estepona

- Tunnel de Montemayor (600 m)
- Aire de service Rio Castor (dans les deux sens)
- 157  Échangeur autoroutier entre AP-7 et A-7/ N-340  : Estepona - Desserte littorale, San Pedro de Alcantara ( A-7 )
- 155 : Estepona
- 153  Échangeur autoroutier entre AP-7 et A-7/ N-340  : Estepona - Desserte littorale ( A-7 )
- Tunnels d'Estepona (160 m), de Corominas (975 m), de Santa Maria II (555 m) et  de Casares (1 053 et 1 063 m)
- 142 : Casares, Manilva, Gaucin ( A-377 ) +  Péage de Manilva
- Aire de service Manilva (dans les deux sens)
- 133 : Torreguadiaro - Desserte littorale, Malaga (itinéraire gratuit) ( A-7 ) +  L'AP-7 redevient l'A-7